# Caissa

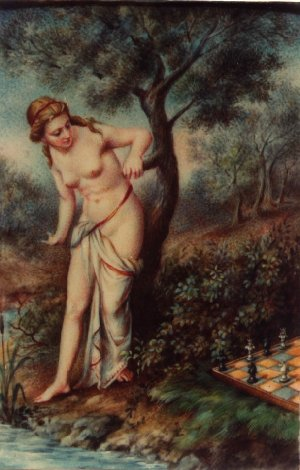
Caissa - ilustracja do poematu W.Jonesa

Caissa – driada przedstawiana jako bogini szachów.
Mit nie występował w starożytności, a jako pierwszy powiązanie między Caissą a szachami utworzył William Jones w poemacie Caissa or the games of chess (Caissa czyli partia szachów), wydanym w Oxfordzie w 1772. Fabuła poematu opisuje partię szachów, graną na Olimpie w obecności bogów przez dwie nimfy. Podczas gry pojawiła się na Olimpie Caissa, wzbudzając zachwyt swą urodą. Szczególnie zauroczony jej wdziękami był Mars. Dowiedziawszy się, gdzie nimfa mieszka, aby ją zdobyć przyniósł tam szachownicę o polach wykonanych ze srebrnych i złotych płytek i zaproponował jej rozegranie partii. Caissa nie znała jednak zasad tej gry, poprosiła zatem Marsa, by ją ich nauczył. Nie wiadomo, czy zaloty Marsa przyniosły oczekiwany przez niego skutek, gdyż w kulminacyjnym momencie akcja poematu przenosi się z powrotem na Olimp.
Nie wiadomo, kto pierwszy utożsamił Caissę z boginią szachów. Obecnie imię bogini jest często przywoływane przez prasę szachową i sportową, także szachiści mówią, iż "Caissa im sprzyjała" (lub też nie sprzyjała).
Nazwę Kaissa nosił rosyjski program szachowy, zwycięzca Mistrzostw świata programów komputerowych z 1974 roku, rozgrywanych w Sztokholmie.
Rosyjski szachista i gracz w warcaby Borys Feldman stworzył "pojedynek bogiń Caissy i Minerwy", czyli partię, w której figury szachowe grają z pionkami warcabów. Wygrywają ją warcaby.